# Elatostema barbatum
Elatostema barbatum är en nässelväxtart som beskrevs av H. Schröter. Elatostema barbatum ingår i släktet Elatostema och familjen nässelväxter. Inga underarter finns listade i Catalogue of Life.